# Климов, Валерий Александрович (скрипач)
Валерий Александрович Кли́мов (16 октября 1931, Киев — 2022) — советский, российский скрипач, педагог. Народный артист СССР (1989).

## Биография
Учиться музыке начал под руководством отца — дирижёра и педагога Александра Климова. С 7 лет занимался (с перерывом на эвакуацию в Сталинабаде в годы войны) в Одесской музыкальной школе-интернате для одарённых детей у Петра Столярского (ныне Одесская средняя специальная музыкальная школа-интернат имени П. С. Столярского), с 1945 — у Бениамина Мордковича.
В 1949 году выступил публично с концертами А. К. Глазунова, В. А. Моцарта и Ф. Мендельсона. Тогда же произошла его встреча с Д. Ф. Ойстрахом.
В 1951 году поступил в Киевскую консерваторию им. П. И. Чайковского (ныне Национальная музыкальная академия Украины имени П. И. Чайковского), где учился у Б. С. Фишмана. После года учёбы перевёлся в Московскую консерваторию им. П. И. Чайковского в класс Д. Ф. Ойстраха (окончил с отличием в 1956 году, в 1959 — под его же руководством — аспирантуру).
В 1955 году занял шестое место на Конкурсе имени М. Лонг и Ж. Тибо, в 1956 году стал победителем конкурса скрипачей имени Й. Славика и Ф. Ондржичека. Однако главный успех принёс 1-й Международный конкурс имени Чайковского (1958), на котором он стал первым среди скрипачей.
С 1957 года — солист Московской филармонии.
Концертировал в СССР и за рубежом. Выступал с крупнейшими оркестрами мира под управлением выдающихся дирижёров, в числе которых Е. Ф. Светланов, К. П. Кондрашин, Г. Н. Рождественский, К. К. Иванов, А. Янсонс, Л. Бернстайн (США), Ю. Орманди (США), К. Цекки (Италия), В. Заваллиш (Германия), Н. дель Мар (Великобритания), С. Бодо (Франция), Ф. П. Деккер (Канада) и др. В числе известных оркестров с которыми выступал скрипач — Ленинградский оркестр Е. А. Мравинского, Большой симфонический оркестр Всесоюзного радио и телевидения, Лондонский симфонический оркестр, Симфонический оркестр Би-би-си, Берлинский филармонический оркестр, оркестр Консертгебау (Амстердам), Нью-Йоркский симфонический оркестр, Вашингтонский государственный оркестр, Филадельфийский симфонический оркестр, Токийский симфонический оркестр и другие творческие коллективы. В течение 25 лет продолжался творческий союз музыканта с Государственным академическим симфоническим оркестром СССР. Выступал с концертами во всемирно известных залах, таких как: Большой зал консерватории (Москва), Большой зал Ленинградской филармонии, Карнеги-холл (Нью-Йорк), Линкольн-центр (Нью-Йорк), Фестиваль-холл (Лондон), Альберт-холл (Лондон), Мюзикферайн (Вена), Мэдисон-сквер-гарден (Нью-Йорк), Зал Берлинской филармонии, Гевандхаус (Лейпциг), Оперный театр (Сидней) и во многих других.
Имеет многочисленные записи на грампластинки и CD, осуществленные фирмами: «Мелодия» (Россия), «EMI Elektrola» (Великобритания), «Ariola» (Германия), «Toshiba» (Япония), «Victor Company» и «Angel Records» (США), «Le Chant du Monde» (Франция) и др.
С 1965 по 1989 год преподавал в Московской консерватории им. П. И. Чайковского (с 1974 — заведующий кафедрой скрипки, с 1983 — профессор). Среди учеников — Айман Мусаходжаева, Елена Денисова.
Неоднократно участвовал в жюри множества международных конкурсов: им. П. И. Чайковского в Москве, им. М. Лонг — Ж. Тибо в Париже, им. Н. Паганини в Генуе, им. В. А. Моцарта в Зальцбурге, имени Я.Сибелиуса в Хельсинки, имени Г. Куленкампфа в Кёльне, а также в конкурсах в Монреале и Токио и др.
С 1989 года жил в Саарбрюккене (Германия), где преподавал в Высшей школе музыки.
Скончался в 2022 году.

### Семья
- Отец — Александр Игнатьевич Климов (1898―1974), дирижёр, заслуженный деятель искусств Таджикской ССР (1945) и Украинской ССР (1949)
- Мать — Зинаида Емельяновна Шеховцова-Климова (1914—?), арфистка.
- Жена — Раиса (Розита) Михайловна Бобринева-Климова (1930—2009), певица[5], заслуженная артистка РСФСР (1970)
- Дочь — Татьяна Валерьевна Климова (р. 1961), пианистка

## Награды и звания
- Лауреат Международного конкурса скрипачей на III Всемирном фестивале молодежи и студентов в Берлине (1951)[6]
- Лауреат Международного конкурса скрипачей им. М. Лонг и Ж. Тибо в Париже (1955, 6-я премия)
- Лауреат конкурса скрипачей имени Й. Славика и Ф. Ондржичека в рамках Международного музыкального фестиваля «Пражская весна» (1956, 1-я премия)
- Лауреат Международного конкурса имени П. И. Чайковского в Москве (1958, 1-я премия)
- Заслуженный артист РСФСР (1962)
- Народный артист РСФСР (1972)
- Народный артист СССР (1989).